# Dokumente/Documents
Die Zeitschrift Dokumente/Documents war eine deutsch-französische Publikation, die von 1945 bis 2018 auf Deutsch über Frankreich und auf Französisch über Deutschland informierte. Die deutsche Ausgabe trug den Untertitel „Zeitschrift für den deutsch-französischen Dialog“, die französische den Untertitel „Revue des questions allemandes“. Die Zeitschrift war das publizistische Organ der Gesellschaft für übernationale Zusammenarbeit (GÜZ) und des Bureau international de liaison et de documentation (B.I.L.D.).
Begründet wurde die Zeitschrift von Jean du Rivau. Langjähriger Chefredakteur der französischen Ausgabe war Joseph Rovan. Von 1967 bis 1969 war Alfred Frisch und von 2006 bis 2017 Gérard Foussier Chefredakteur.
Seit 2019 wird die Tradition der Dokumente/Documents unter dem Titel dokdoc.eu online fortgesetzt.